# Alkanna haussknechtii
Alkanna haussknechtii là loài thực vật có hoa trong họ Mồ hôi. Loài này được Bornm. mô tả khoa học đầu tiên năm 1894.